# Archaeotherium
Archaeotherium is een geslacht van uitgestorven evenhoevigen uit de familie Entelodontidae.
Archaeotherium leefde tijdens het Oligoceen en leek uiterlijk op een groot wild zwijn. Dit hoefdier had een schouderhoogte van ongeveer honderdvijftig centimeter. Archaeotherium was waarschijnlijk een aaseter en wellicht zelfs een actieve jager. Bewijs hiervoor is gevonden in de White Riverformatie in de Verenigde Staten. Hier werden tandafdrukken van een Archaeotherium gevonden op de beenderen van een prehistorische kameel van het geslacht Poebrotherium. De wijze waarop de tandafdrukken in de beenderen van deze kameel staan, doet vermoeden dat de Archaeotherium niet alleen van het karkas had gegeten, maar de Poebrotherium ook eigenhandig had gedood.